# Vrata do pakla
Vrata do pakla (eng. "Door to Hell" ili "Gate to Hell") je plamteća rupa koja se nalazi blizu sela Derweze u pustinji Karakum u Turkmenistanu.

## Položaj
Plamteća rupa se nalazi u središnjoj Aziji u državi Turkmenistan. Smještena je u pustinji Karakum u blizini sela Derweze, otprilike 260 kilometara udaljena od glavnoga grada Ašgabata. Smatra se da je kapacitet nađenog prirodnog plina u rupi jedan od najvećih na svijetu. Ime "Vrata do pakla" rupa je dobila zbog toga što gori još od 1971. godine kada je i pronađeno nalazište. Promjer rupe je otprilke 70 metara, dok je dubina oko 20 metara.

## Povijest
Nalazište prirodnog plina otkrili su sovjetski znanstvenici 1971. godine, misleći da se radi o neiscrpnom nalazištu nafte. Nakon što su postavili kamp, pripremili bušilice i radne strojeve, počelo je ispitivanje količine pri kojem su shvatili da se radi o prirodnom plinu, a ne o nafti kako se najprije pretpostavljalo. Počelo je iskapanje i skladištenje prirodnog plina.
Ubrzo nakon početka iskapanja, ispod bušilica za iskapanje otvorio se veliki krater te povukao bušilicu u zemlju. Pri urušavanju nije izgubljen niti jedan život, no počele su curiti velike količine metana, stvorivši tako veliku katastrofu za okoliš i ljude u obližnjim selima, te je to rezultiralo smrću nekolicine stanovnika obližnjih sela.
Bojeći se katasrofe većih razmjera, i curenja veće količine plina, znanstvenici su odlučili zapaliti plin koji je curio. Mislili su da će biti lakše i jeftinije zapaliti plin, nego ga spremati. Mislilo se da će cijeli plin izgorjeti kroz nekoliko dana, no to se nije pokazalo točnim jer su količine zapaljenog plina prevelike, te još i danas, nekoliko desetljeća kasnije plin i dalje gori.

## U budućnosti
Godine 2010., predsjednik Turkmenistana Gurbanguly Berdimuhamedow posjetio je nalazište, te naredio da se rupa zatvori, ili će se poduzeti mjere koje će smanjiti iskapanje drugih prirodnih zaliha na tom području.

40°15′09″N 58°26′23″E / 40.2525°N 58.4396°E